# 潘韵淇
潘韻淇（2004年6月11日—），中国大陆流行女歌手，現就讀於浙江音乐学院。2022年，潘韻淇参加《2022中国好声音》，最終成為梁靜茹戰隊冠軍，以及獲得全國總決賽季軍。